# Kennethmont
(Kirkhill of) Kennethmont ist ein Dorf in der schottischen Council Area Aberdeenshire. Kennethmont liegt etwa elf Kilometer südlich von Huntly und 45 km nordwestlich des Zentrums von Aberdeen nahe dem rechten Ufer des Water of Bogie.

## Geschichte
Die Umgebung von Kennethmont weist historische Besiedlungsspuren auf. So befinden sich südlich der Ortschaft zwei steinzeitliche Steinkreise, darunter der Steinkreis von Ardlair. Zwei Weitere befinden sich auf Hügeln östlich von Kennethmont. Auf einem Hügel östlich finden sich außerdem die Reste eines prähistorischen Hillforts. Wie auch die vorgenannten Objekte ist auch eine rund drei Kilometer nordöstlich gelegene Wüstung denkmalgeschützt.
Der Ortsname leitet sich nicht von dem Eigennamen Kenneth ab. Dies ist aus den historischen Schreibweisen Kennethmonts ersichtlich. Hier sind zu nennen „Kyllalchmond“ und „Kynalcmund“ (beide gegen Ende des 12. Jahrhunderts), „Kilalckmunith“ (1299), „Kynalc(h)mund“ (1366 beziehungsweise 1403), „Kyllachmond“ (1418), „Kynnathmont“ und „Kynnauchmount“ (beide 1600). Aus diesen Bezeichnungen ist eine Zelle/Kapelle („Kil“) eines Heiligen namens Alcmund als Herkunft ersichtlich. Ob es sich hierbei um Alcmund oder Alcmund von Hexham handelt, ist nicht überliefert. Die Alte Pfarrkirche Kennethmonts, die 1198 erstmals belegt ist, war vermutlich zunächst Alcmund geweiht und wurde erst später Regulus von Patras (auch Rule) geweiht.
Das Herrenhaus Leith Hall am Nordrand der Ortschaft geht auf einen mittelalterlichen Wehrbau namens Peill Castle zurück. In den 1880er Jahren wurde in Kennethmont monatlich ein Viehmarkt abgehalten. Am Ostrand Kennethmonts wurde 1898 die Whiskybrennerei Ardmore eröffnet.

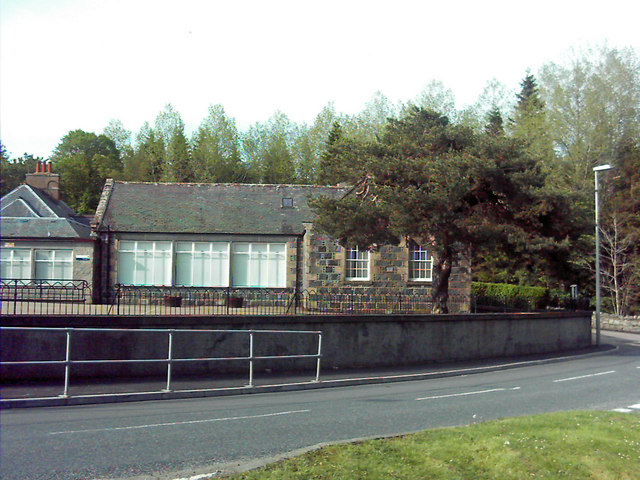
Schule von Kennethmont
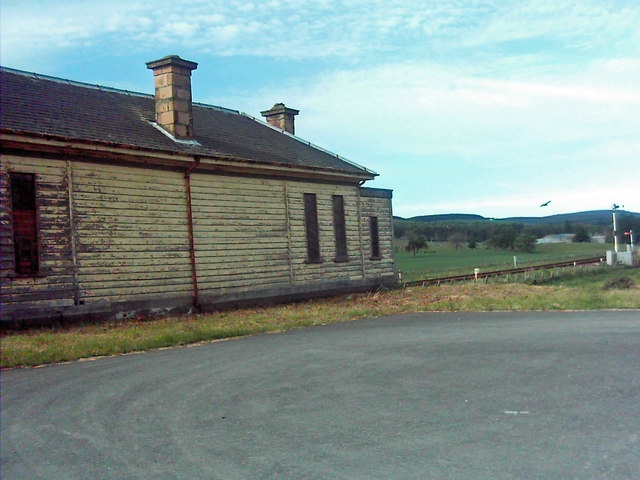
Ehemaliger Bahnhof von Kennethmont
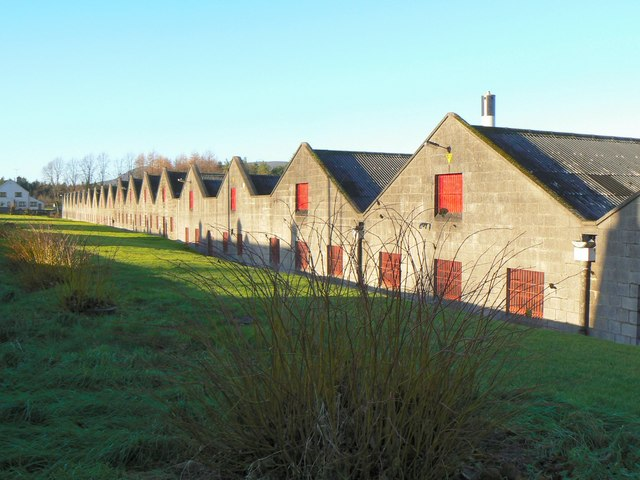
Zolllager der Ardmore-Brennerei
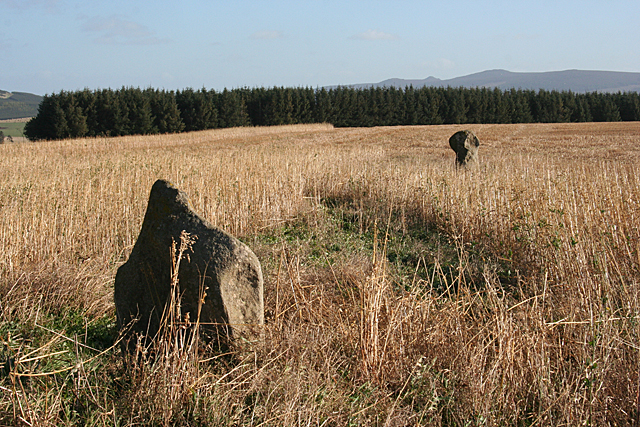
Symbolstein und Menhir von Kennethmont

## Verkehr
Die B9002 bildet die Hauptstraße von Kennethmont. Sie bindet die Ortschaft an die drei Kilometer westlich verlaufende A97 (Dinnet–Banff) an. Die Great North of Scotland Railway eröffnete 1854 einen Bahnhof entlang der Bahnstrecke Aberdeen–Inverness in Kennethmont. Während die Strecke weiterhin betrieben wird, wurde der Bahnhof im Mai 1968 aufgelassen.